# Benzydamina
Benzydamina (łac. Benzydaminum) – niesteroidowy lek przeciwzapalny, przeciwobrzękowy, dostępny bez recepty w formie tabletek do ssania, proszku do sporządzania roztworu do irygacji, kremu, żelu oraz płynów do płukania gardła i jamy ustnej.

## Działanie fizjologiczne
Benzydamina jest pochodną indazolu o działaniu przeciwzapalnym, przeciwobrzękowym, przeciwbólowym, miejscowo znieczulającym i antyseptycznym. Przenika przez barierę krew-mózg. 
Stosowana jest w różnych formach:
- krem i żel - na bóle mięśni, zapalenia ścięgien i zapalenia żył,
- tabletki do ssania, płyny do rozpylania i płukania jamy ustnej - w stanach zapalnych jamy ustnej i gardła[4][5], po ekstrakcji zębów i w zapaleniu błon śluzowych po radio- i chemioterapii,
- roztwór do irygacji w leczeniu zapalenia sromu, pochwy i szyjki macicy, po chemio- i radioterapii, w higienie osobistej w czasie połogu.

Wykazuje także działanie odkażające, oddziałując na różne gatunki grzybów i bakterii.
Do działań niepożądanych w przypadku leczenia jamy ustnej i gardła zalicza się odrętwienia w miejscu podania. Długotrwałe stosowanie może wywoływać uczulenie.
Benzydamina bywa nadużywana pozamedycznie, jako substancja o działaniu psychoaktywnym. Działanie benzydaminy, związane z uwolnieniem dużych ilości dopaminy, obejmuje euforię i poczucie błogostanu, a w większych dawkach efekty antycholinergiczne jak halucynacje, urojenia, suchość w ustach i drgawki. Działanie utrzymuje się do 8 godzin, po czym osoba zażywająca staje się zmęczona i wyciszona, niemniej jednak zaśnięcie jest niemal niemożliwe.

## Preparaty
Preparaty proste: Benevox, Hascosept, Septolux, Tantum Rosa, Tantum Verde, Uniben
Preparaty złożone: Septolete ultra (benzydamina + chlorek cetylopirydyniowy)